# Lugal
Lugal (sum.  wielki człowiek) – król i najwyższy kapłan w kręgach miast-państw Sumeru. Sprawował naczelną władzę nad poddanymi w mieście-państwie. Prawa nadawania tytułu lugala tradycyjnie przysługiwało kapłanom boga Enlila z sanktuarium Ekur w Nippur. Nadawali go temu spośród ensi, który panował nad świętym miastem Nippur. W świadomości Sumerów władca, który uzyskał tytuł lugala sprawował mniej lub bardziej honorowe zwierzchnictwo ponad ensi - władcami pozostałych miast-państw.